# Siegfried Huster

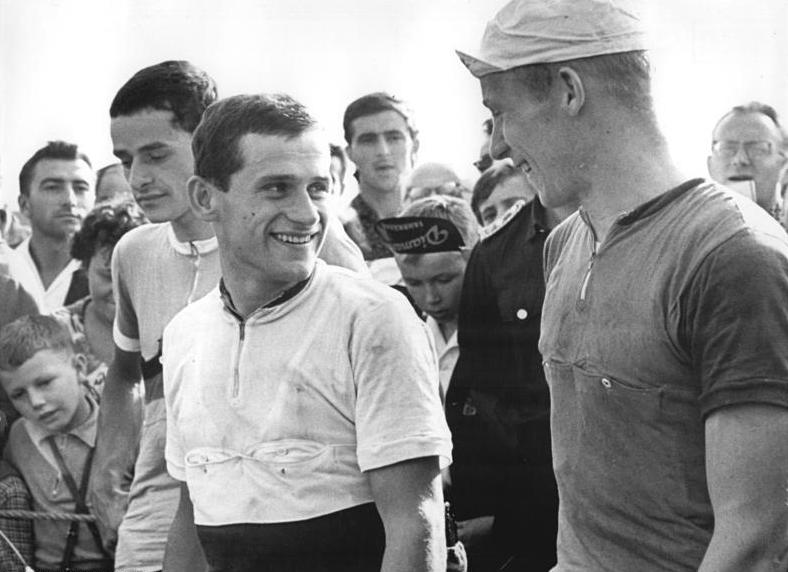
Siegfried Huster (l.) bei den DDR-Straßenmeisterschaften 1966

Siegfried Huster (* 21. Dezember 1943 in Lichtenau) ist ein ehemaliger deutscher Radrennfahrer, der in der DDR aktiv war.

## Sportliche Laufbahn
Huster begann 1959 als 17-Jähriger bei der Betriebssportgemeinschaft (BSG) Wismut Aue seine Laufbahn als organisierter Radsportler. Erste Versuche hatte er bereits 1957 bei Wettkämpfen der Tourenfahrer unternommen. Nachdem er seine Lehre als Landmaschinenfahrlehrer abgeschlossen hatte, wechselte er im April 1962 zum SC Karl-Marx-Stadt, dem westsächsischen Radsportzentrum. In diesem Jahr errang er erstmals Podestplätze bei wichtigen Entscheidungen im Männerbereich: Mit 168 cm Größe und nur 63 kg Körpergewicht brachte er beste Voraussetzung als Bergfahrer mit. Noch 1962 schaffte er die Qualifikation von der Leistungsklasse III zur Leistungsklasse I durch eine Reihe guter Platzierungen. Er wurde 1964 jeweils Dritter der DDR-Meisterschaft im Straßenrennen sowie der Bergmeisterschaft. 1964 erhielt er die erste Berufung in die Nationalmannschaft zur ČSSR-Rundfahrt und siegte im Großen Diamant-Preis (wie auch 1966). 1965 und 1966 wurde er DDR-Meister im Straßenfahren und 1966 auch DDR-Bergmeister. 1967 konnte er diesen Titel erfolgreich verteidigen. Seine letzte DDR-Meisterschaft gewann Huster 1968 mit dem Vierer des SC Karl-Marx-Stadt im Mannschaftszeitfahren. 1964 und 1967 siegte er im Eintagesrennen Rund um Langenau.
Ab 1964 gehörte Huster zur DDR-Nationalmannschaft im Straßenrennsport. Im Rennen Rund um die Hainleite wurde er Zweiter. Er wurde für die Straßen-Weltmeisterschaft 1965 nominiert, wo er als drittbester DDR-Fahrer den 45. Platz belegte. 1966 startete er erneut bei der Weltmeisterschaft, schied aber vorzeitig aus. Bei der 1967er WM war er erneut Drittbester des DDR-Teams im Einzelrennen und kam diesmal auf Rang 33. Ab 1966 trat Huster erfolgreich bei Etappenrennen auf. Er gewann die österreichische Drei-Tages-Fahrt Wien–Rabenstein–Gresten–Wien, wurde 1967 Sieger der Fünf-Etappenfahrt Großer Preis von Annaba (Algerien), Zweiter der DDR-Rundfahrt und errang bei der Österreich-Rundfahrt, bei der er in der Gesamtwertung Zehnter wurde, die Bergwertung. Einen Erfolg, auf den er besonders stolz war errang er am 4. September 1966 mit dem Sieg auf der ersten Etappe der Jugoslawien-Rundfahrt in Belgrad. Dieser brachte ihm sein erstes und einziges Führungstrikot bei einer großen Landesrundfahrt in der ersten Amateurkategorie der damaligen Zeit. Insgesamt gewann er dort zwei Etappen.
Viermal startete Huster bei der Internationalen Friedensfahrt. Bei seinem Debüt 1967 kam er in der Einzelwertung als drittbester von fünf gewerteten DDR-Fahrern auf Platz 18. 1968 wurde er 20., aber Letzter vom DDR-Sextett. 1970 startete er in Paris beim Grand Prix de l’Humanité, wo er den zweiten Platz erkämpfte und sich somit erneut für die Friedensfahrt empfahl. Nach einjähriger Pause fuhr Huster dann 1970 seine stärkste Friedensfahrt, als er auf Platz acht bestplatzierter DDR-Fahrer war. Bei seinem letzten Friedensfahrtauftritt 1971 konnte er zwar Etappenzweiter in Zwickau, aber nur 59. im Gesamtklassement werden, wiederum als schlechtester DDR-Teilnehmer. Auch bei der DDR-Rundfahrt belegte er als 49. einen hinteren Platz.
Als 27-Jähriger schied Huster nach der Saison 1971 aus der Nationalmannschaft aus und beendete seine aktive Laufbahn nach elf Jahren, nachdem er in jener Saison das Auswahlrennen des Deutschen Radsportverbandes der DDR in Großwaltersdorf gewonnen hatte.

## Trivia
In der DEFA-Filmsatire Nelken in Aspik aus dem Jahre 1976 spielte die Figur Siegfried Huster eine Rolle, die von dem Schauspieler Erik S. Klein dargestellt wurde.

## Berufliches
1965 qualifizierte sich Huster zum Fahrlehrer. Nach der Wende eröffnete Huster in Gera eine Fahrschule.